# 시와 오아시스

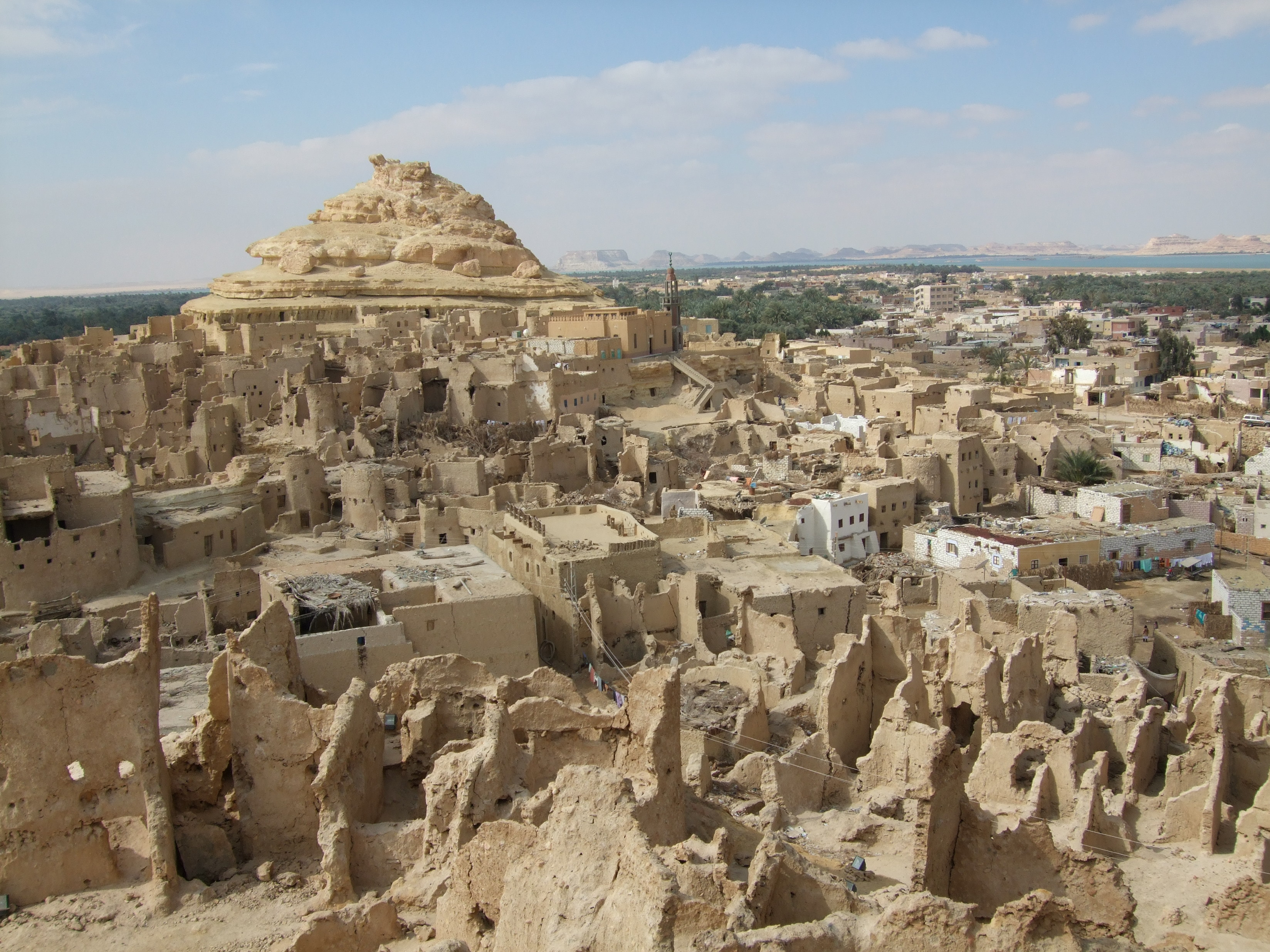
시와 오아시스

시와 오아이스(아랍어: واحة سيوة, 콥트어: ϣⲉϣⲁⲙⲟⲩ, 베르베르어: ⵉⵙⵉⵡⴰⵏ)는 이집트의 서부 사막 (사하라 사막)의 카타라 저지와 이집트 바다 모래의 사이, 리비아 국경에서 약 50 km, 카이로에서 560km에 위치한 오아시스이다.

## 각주

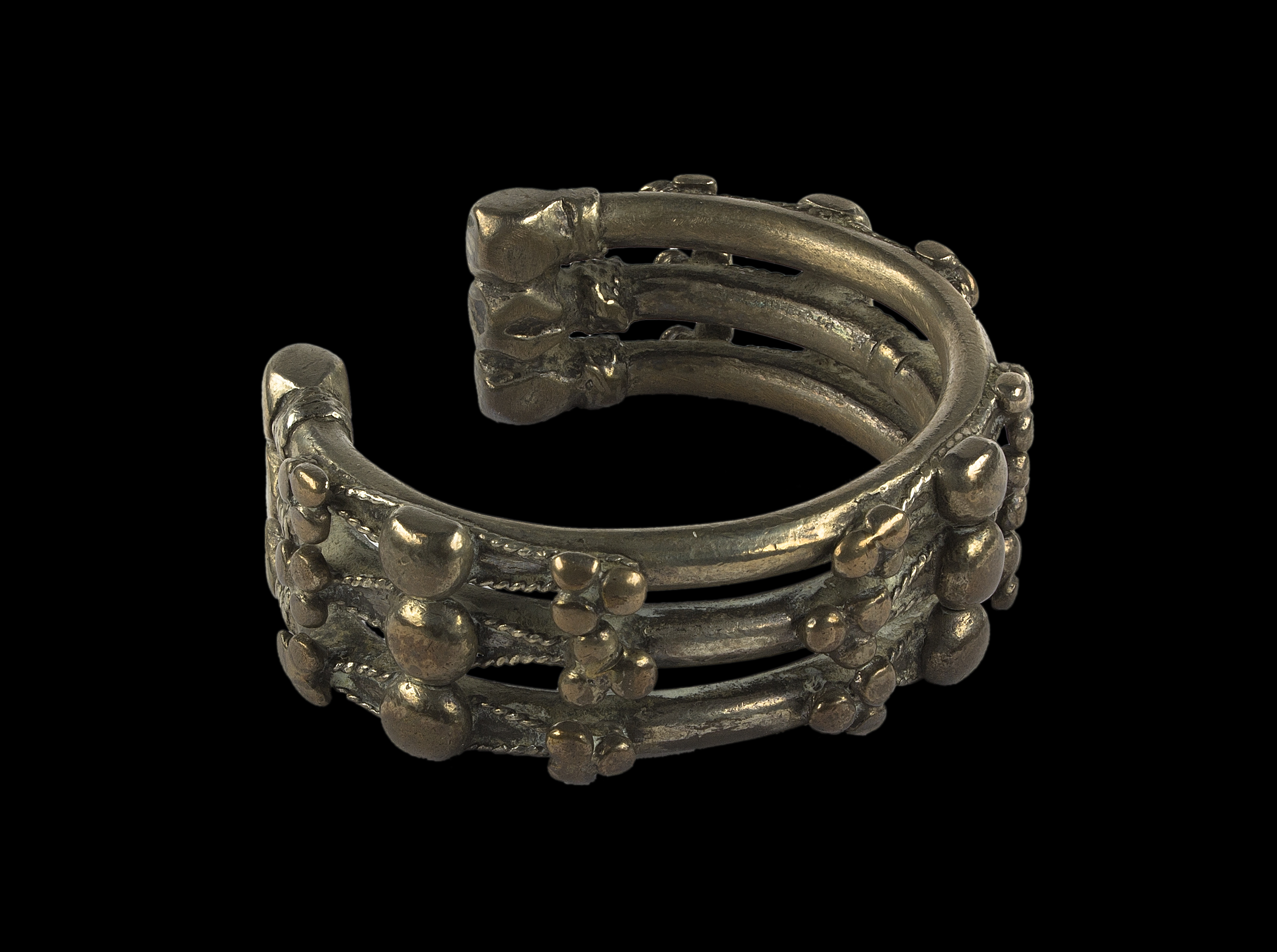